# Shimmori-Furuichi (métro d'Osaka)
Shimmori-Furuichi (新森古市駅, Shimmori-Furuichi-eki) est une station du métro d'Osaka sur la ligne Imazatosuji dans l'arrondissement d'Asahi à Osaka.

## Situation sur le réseau
La station Shimmori-Furuichi est située au point kilométrique (PK) 5,8 de la ligne Imazatosuji, entre les stations Shimizu et Sekime-Seiiku.

## Histoire
La station a été inaugurée le 24 décembre 2006.

## Services aux voyageurs

### Accès et accueil
La station est ouverte tous les jours.

### Desserte
- Ligne Imazatosuji :
  - voie 1 : direction Imazato
  - voie 2 : direction Itakano

## Dans les environs
- Sakuya Konohana Kan